# Duke of Cornwall's Light Infantry
Le Duke of Cornwall's Light Infantry est un régiment d'infanterie de la British Army (armée de terre britannique) créé en 1881. Il participa à plusieurs conflits, dont les deux guerres mondiales.